# Miroslav Málek (Radsportler)
Miroslav Málek war ein tschechoslowakischer Radrennfahrer.

## Sportliche Laufbahn
Málek war im Straßenradsport und im Querfeldeinrennen (heutige Bezeichnung Cyclocross) aktiv. 1953 gewann er die 6. Etappe in der Internationalen Friedensfahrt. In der Gesamtwertung der Rundfahrt wurde er 23. Während des Rennens überquerte er die berühmte Steile Wand von Meerane als Erster. 1954 startete er für die Nationalmannschaft bei den Straßenradsport-Weltmeisterschaften. Im Rennen der Amateure wurde er 16. und damit bester Fahrer seiner Mannschaft.
In der nationalen Meisterschaft im Querfeldeinrennen wurde er 1951 beim Sieg von Jan Veselý Dritter.